# Смотритель (фильм, 1991)
«Смотритель» — американский комедийный кинофильм 1991 года.

## Сюжет
Луи Критски получил от отца в подарок жилой дом, предположительно где-то в Гарлемe. Как ни странно, он почти полностью заполнен темнокожими жильцами. Естественно, условия жутковатые: всякие крысы, дыры и проблемы с проводкой, которые выведут из себя любого жильца. Вот на Луи и подают в суд жильцы этого дома. Суд, естественно, на стороне слабого и приговаривает домовладельца к проживанию в этом самом доме, но при условии, что любые модернизации коснутся не только его квартирки, но и всего дома. Либо же он живёт в тех же самых условиях, которые называет сносными. С этого и начинаются приключения белого мальчика в «чёрном» квартале.

## В ролях
| Актёр               | Роль                  |
| ------------------- | --------------------- |
| Джо Пеши            | Луи Критски           |
| Винсент Гардения    | «Большой» Луи Критски |
| Рубен Блейдс        | Марлон                |
| Мэдолин Смит-Осборн | Наоми Бенсингер       |
| Стейси Трэвис       | Хизер                 |

## Отзывы
Фильм получил низкие оценки кинокритиков. Роджер Эберт поставил фильму 2 звезды из 4.